# Богданович, Иван Фёдорович (генерал)
Ива́н Фёдорович Богдано́вич (1784—1840) — русский военачальник, генерал-лейтенант, топограф и сенатор.

## Биография
Родился в Полтаве в 1784 году в военной семье.
Обучался в горном корпусе, из которого был выпущен 25 апреля 1802 года колонновожатым, с назначением в свиту Его Императорского Величества по квартирмейстерской части (ныне Генеральный штаб). В конце 1802 года он был командирован в Бухарию.
9 сентября 1803 года, находясь в Киргизской степи, был атакован тремя тысячами киргиз-кайсаков, выдержал двухсуточную осаду, имея при себе всего 27 казаков, а затем пробился сквозь ряды киргизов и возвратился на русскую границу.
9 марта 1804 года Богданович прибыл в Санкт-Петербург. Здесь 19 декабря 1804 года был произведён в подпоручики.
В 1805 году ездил при посольстве в Китай до города Урги и вернулся в Санкт-Петербург в январе 1807 года. За участие в этом посольстве Богданович был награждён бриллиантовым перстнем.
С 11 августа 1808 года по ноябрь 1809 года он находился опять в Бухарской комиссии и 13 октября 1809 года был произведён в поручики.
Во время Отечественной войны 1812 года находился при корпусе донских войск, в арьергарде, под начальством Платова и участвовал во многих боях. 27 и 28 июля он сражался при местечке Мар, за что награждён орденом Св. Анны 4-й степени; 6 августа — при Романове и за отличие произведён (22 ноября 1812) в штабс-капитаны; затем он принимал участие в Бородинском и Тарутинском боях и за эти дела был награждён орденом Св. Владимира 4-й степени.
При отступлении французов Богданович находился в авангарде и за отличие в разных сражениях был награждён орденом Св. Анны 2-й степени, а 20 февраля 1813 года — чином капитана. 10 февраля 1813 года он поступил в отряд генерал-адъютанта Чернышёва, в котором и находился до окончания войны. За отличие в сражении при Люнебурге он получил Высочайшее благоволение и военный орден от короля прусского, а за участие в битве при Гальберштадте и во взятии Туаза — награждён 1 июля 1813 года чином подполковника и золотой шпагой с надписью «За храбрость». Сражение при Денневице доставило Богдановичу орден Шведского меча, а битва при Бельцыне — орден Св. Анны 2-й степени с алмазами. 16 и 18 сентября этого же года он был при взятии Касселя и 18 сентября произведён за отличие в полковники.
В 1814 году, по вступлении российских войск в пределы Франции, Богданович участвовал при взятии штурмом Суассона и истреблении корпуса генерала Руена, за что награждён орденом Св. Владимира 3-й степени, а за сражение при Лаоне — получил Высочайшее благоволение.
По окончании кампании в 1814 году — он вернулся в Россию и 5 декабря этого же года был назначен на пост начальника штаба при 7-м пехотном корпусе, а в 1815 году — утверждён в этой должности.
В сентябре 1816 года Богданович был командирован для топографических работ в устье Дуная, а в январе 1817 года был командирован в Константинополь, к российскому полномочному министру, при котором находился для обсуждения вопроса о нейтральной линии на Дунайских островах. По окончании переговоров о границе на Дунае Богданович получил в награду 2000 десятин земли, а от турецкого султана — золотую табакерку, украшенную бриллиантами.
19 февраля 1818 года Богданович был уволен от должности начальника штаба 7-го пехотного корпуса, а в октябре 1819 года командирован в Новочеркасск, с назначением в комитет об устройстве Войска Донского, со специальным поручением произвести съёмку земель, принадлежащих войску.
19 марта 1820 года он был произведён в генерал-майоры, с оставлением в свите Его Величества, а 26 мая 1823 года — награждён орденом Св. Анны 1-й степени.
26 ноября 1826 года, за выслугу 25 лет в офицерских чинах — получил орден Св. Георгия 4-й степени.
В 1829 году ему пожалован орден Св. Анны 1-й степени с Императорской короной.
9 марта 1833 года Богданович получил бриллиантовый перстень за поднесённую им Наследнику Цесаревичу Александру Николаевичу подробную карту земли Войска Донского со статистическим описанием, а 8 мая этого же года ему было объявлено ему Высочайшее благоволение за составление рисунков регалий и знамён войска Донского.
Высочайшим указом 1 января 1835 года И. Ф. Богданович был пожалован в генерал-лейтенанты с состоянием по армии и назначен сенатором.
Умер в 1840 году и 20 августа 1840 года был исключён из списков как умерший.

## Награды
Российской империи:
- Орден Святой Анны 3-й степени[1] (1812)[2]
- Орден Святого Владимира 4-й степени (1812)
- Золотое оружие «За храбрость» (1813)[2]
- Орден Святой Анны 2-й степени (1813), алмазные украшения к ордену (?)
- Орден Святого Владимира 3-й степени (6 февраля 1814)[2][3],
- Орден Святой Анны 1-й степени (16 мая 1823), императорская корона к ордену (6 декабря 1829)[2][4],
- Орден Святого Георгия 4-й степени за 25 лет (№ 3877; 26 ноября 1826)[2]
- Знак отличия за XXX лет беспорочной службы (1835)[2]
- Медаль «В память Отечественной войны 1812 года» (1813)
- Медаль «За взятие Парижа» (1814)
- Табакерка с вензелем Имени Государя Императора (1827, 1834)[2]
- Табакерка с вензелем Имени Государя Императора, алмазами украшенная (1835)[2]
- Бриллиантовый перстень (1807)[2]
- Бриллиантовый перстень от Его Высочества Наследника-Цесаревича (1833)[2]

Иностранных государств:
- Орден Меча (1813, королевство Швеция)[2]
- Орден «Pour le Mérite» (1814, королевство Пруссия)[2]
- Орден Золотого льва (1815, ландграфство Гессен-Кассель)[2]
- Табакерка от турецкого султана, бриллиантами украшенная (1817)[2]

## Карта земли Войска Донского

Подробная карта земли Войска Донского

Подробная карта земли Войска Донского была составлена под начальством Генерального штаба генерал-майора Богдановича в 1833 году. 
Карта была издана в качестве приложения к военно-статистическому описанию земли Войска Донского. Масштаб карты 24 версты в английском дюйме. На карте с помощью условных знаков были обозначены: города, станицы и слобода, посёлки и хутора (включая посёлки от 1 до 30 дворов), дороги (как просёлочные, так и почтовые), почтовые станции, разработки (железные и свинцовые) и прочее.